# Edward Kopczyński
Edward Kopczyński (ur. 25 października 1921 w Łodzi, zm. 1992) – polski prozaik oraz autor utworów dla młodzieży.
Ukończył studia na Wydziale Stomatologicznym Akademii Medycznej w Łodzi. W 1966 r. debiutował na łamach czasopisma „Łowiec Polski” jako prozaik. Od 1975 r. był kierownikiem Wojewódzkiej Przychodni w Sieradzu. Od 1963 roku należał do PZPR.
Odznaczony został m.in.: Krzyżem Kawalerskim Orderu Odrodzenia Polski, Złotym i Srebrnym Krzyżem Zasługi, Medalem 30-lecia Polski Ludowej, odznaką Zasłużony Działacz Kultury, Odznaką 1000-lecia Państwa Polskiego i
Złotym i Srebrnym Medalem Zasługi Łowieckiej.

## Wybrane utwory
- Trudne edukacje
- Drogi łączyły się w lesie
- Kłusownik chodzi nocą
- Ślady na śniegu
- Egzamin łowiecki
- Kaczki powracają wiosną
- Intruz
- Będę orał śnieg
- Młokos
- W pułapce
- Zemsta Kobry
- Miłość i medycyna
- Myśliwskie opowieści
- Zakochany
- Barbara, miłość i medycyna
- Przygody Hipka rasowego kundla
- Na tropach myśliwskiej przygody